# 渡辺健史
渡辺 健史（わたなべ たけし、1997年9月9日 - ）は、福岡県八女郡広川町出身の元プロ野球選手（投手）。左投左打。プロでは育成選手であった。

## 経歴

### プロ入り前
父親や兄の影響で、小学校1年生から「下広スターボーイズ」で野球を始め、中学生時代は「筑後ボーイズ」に所属する。
飯塚高等学校に進学。甲子園出場経験はないが、3年生の夏の第97回全国高等学校野球選手権福岡大会において、エースとしてベスト8に進出。準々決勝で東海大五高（現・東海大学付属福岡高等学校）と対戦し、7回1/3、2失点の好投ながら2対1で敗れる。
2015年10月22日に行われたプロ野球ドラフト会議で福岡ソフトバンクホークスから育成選手ドラフト5巡目で指名され、支度金300万円、年俸270万円（いずれも推定）で入団した。 
背番号は137。

### プロ入り後
2016年、二軍公式戦での登板は無く、三軍戦では14試合に登板し、14回1/3を投げ、1勝1敗、防御率5.65でシーズンを終えた。
2017年、今シーズンも二軍戦での登板機会は得られなかったが、三軍戦において、41試合の登板で66回1/3を投げ、1勝4敗1セーブ、防御率4.21と、前年を上回る成績を残す。
2018年、3年目で二軍公式戦で14試合の登板機会を掴み、43回を投げて3勝1敗、防御率2.30、三軍戦では20試合で41回2/3を投げ、5勝0敗1セーブ、防御率1.08の成績を残す。10月31日、規定により自由契約公示。同年12月に再契約となった。
2019年、4月16日の四国アイランドリーグplusとの交流戦、高知ファイティングドッグス戦で完全試合を達成した。二軍公式戦では23試合登板で49回2/3を投げ、5勝0敗、防御率2.72、三軍戦で12試合の登板で38回1/3を投げ、3勝2敗、防御率1.88を記録する。2年連続自由契約となるが、再度育成選手として契約。
2020年、二軍公式戦の登板は無く、三軍戦において21試合で48回を投げ、3勝2敗2セーブ、防御率3.56の成績を記録する。11月4日、戦力外通告を受けた。12月7日、12球団合同トライアウトに参加し、シート打撃で3人の打者と対戦し、遊撃を守る吉川大幾の軽快な守備もあって、2本のショートゴロと空振り三振1つに抑え込む投球を見せた。しかし、他球団から獲得のオファーはなく、12月25日、福岡ソフトバンクホークスの一軍打撃投手に就任することが発表された。

## 選手としての特徴
キレの良いストレートとスライダー、チェンジアップの精度が高い本格左腕。

## 詳細情報

### 年度別投手成績
- 一軍公式戦出場なし

### 背番号
- 137 （2016年 - 2020年）
- 102 （2021年 - ）

### 登場曲
- 「One day」The Rootless（2019年）
- 「スーパースター」強（2019年）
- 「Baby Baby」銀杏BOYZ （2020年）
- 「Catch the Moment」LiSA （2020年）